# فرانسوا تيبو
فرانسوا تيبو (ولد في الثالث من يناير 1948) وهو تربوي معروف بوضع أسلوب تقنية تيبو لاكتساب اللغة الثانية عند الأطفال وهو المؤسس / المدير لمراكز التعليم ورشة اللغات للأطفال ("LWFC") المنتشرة في جميع أنحاء الدولة والتي يقع مقرها في مدينة نيويورك. تعد تقنية تيبو هي أساس المنهج الدراسي المقدم في برامج ورشة اللغات للأطفال وفي الرسوم المتحركة الأستاذ توتو لتعليم اللغات للأطفال. وتبدأ ورشة اللغات للأطفال في تعليم الأطفال منذ عمر ستة أشهر قبل دخولهم إلى المرحلة اللفظية.